# Alpenblitz (Bobbejaanland)
Alpenblitz was een stalen gemotoriseerde achtbaan van het gelijknamige model, Alpenblitz (Alpenblitz II) in het Belgische attractiepark Bobbejaanland in Lichtaart.

## Vroege sluiting
De achtbaan werd er gebouwd in 1979, hetzelfde jaar als de Looping Star. Echter werd de baan na twee jaar dienst in 1981 alweer afgebroken. Niet omdat er iets mis was met de baan, maar omdat door het feit dat het een gemotoriseerde achtbaan was, het elektriciteitsverbruik zeer hoog lag en het park besliste dat het voor het park te duur was om de achtbaan draaiende te houden.

## Technisch
De baan was 5 meter hoog en 210 meter lang. De trein haalde een maximumsnelheid van 72 km/u en was uitgerust met heupbeugels.
Afbeeldingen